# Gleison Wilson da Silva Moreira
Gleison Wilson Da Silva Moreira (Campinas, 23 giugno 1995) è un calciatore brasiliano, attaccante dell'Al-Khaldiya.

## Caratteristiche tecniche
È un'ala destra.